# Loriculus sclateri
Loriculus sclateri е вид птица от семейство Psittaculidae.

## Разпространение
Видът е разпространен в Индонезия.